# Стратоники
Вижте пояснителната страница за други значения на Извор.
Стратоники или Ѝзвор (на гръцки: Στρατονίκη или Стратоники, до 1924 година Ίσβορο, Исворо, катаревуса Ίσβορον, Исворон) е село в Гърция, част от дем Аристотел, област Централна Македония, със 750 жители (2001).

## География
Извор е село в историко-географската област Мадемски села (Мадемохория). Разположено е в южните поли на планината Пиявица (на гръцки Стратонико Орос), на 75 километра източно от град Солун, с гледка към Йерисовския залив и полуостров Света гора.

## История

### В Османската империя
При заселването на славяните на Балканите източната част на Халкидика (където по-късно възниква село Извор) е пославянчена.  През ХV-ХVІ век Извор е едно от рударските селища в района на Сидерокапса. Жителите му са християни, както следва:
| Махала Поп Йован    |                        |                                     | 79 ханета, 22 неженени и 4 вдовици   | 142 ханета, 47 неженени и 5 вдовици |
| Махала Поп Радослав |                        |                                     | 61 ханета, 11 неженени и 2 вдовици   | 73 ханета, 31 неженени              |
| Махала Поп Димитри  |                        |                                     | 46 ханета, 9 неженени и 5 вдовици    | 77 ханета, 19 неженени              |
| Общо в Извор        | 164 ханета и 8 вдовици | 167 ханета, 16 неженении 13 вдовици | 186 ханета, 42 неженени и 11 вдовици | 292 ханета, 97 неженени и 5 вдовици |

Илияс Коловос смята, че високият брой на неженени мъже през ХVІ век в рударските селища Сидерокапса, Извор и Пиявица е свързан с необходимостта от неквалифицирана работна ръка за сребърните и златни мини и предполага, че става дума за мигранти от други места. Коловос предполага, че в района са заселвани и квалифицирани миньори от района на Кратово.
В началото на ХVІІ век Хилендарският манастир притежава няколко къщи, магазини, лозя и ливади в Изборос на стойност над 20 000 акчета. До 1640 година манастирът купува още ливади край селото.
В XVII век в Извор е преместен от Йерисос центърът на Йерисовската епархия, където остава до XIX век, когато след Гръцкото въстание от 1821 година е преместен в Леригово. Френският консул в Солун Еспри-Мари Кузинери споменава Изворския епископ. В Стратоники все още има местност, която се нарича Деспотико. През ХVІІ век рударството в района започва да запада. По това време в Извор живеят и мюсюлмани. В 1743 година броят на миньорите в селото е 184 души.
Английският учен и дипломат Уилям Лийк, който в началото на ХІХ век посещава района, пише, че Низворо се състои от 300-400 къщи, разделени на две почти еднакви махали, гръцка и турска, разположени на половин миля една от друга. Начело на гръцката махала е епископът на Ерисос, а на турската - Рустем ага, който е ръководител на сребърните мини.
В 1819 година Атанасиос Стагиритис, който вероятно е от Извор, пише в „Ипериотика или история и география на Епир“:
| „ | Κατά τά Ανατολικά παραθαλάσσια τῆς Μακεδονίας, ὅπου ἦταν ἡ χώρα Χαλκιδική καλουμένη, ὠνομάζονται ἔτι κωμοπόλεις, καὶ κῶμαι , καὶ ὄρη, καὶ ἄλλα τοιαῦτα, μὲ ὀνόματα Βουλγάρων · Ἴσβουρος, Στανὸς , Νιβοσέλον καὶ λοιπά · σώζονται καὶ τινὲς λέξεις, καὶ τρα ξούδια εἰς γλῶσσαν ἑλληνικὴν, περιέχοντα ὀνόματα Βουλγάρων · εὑρίσκονται καὶ ὀνόματα τινῶν ἀρχαίων ἐγκατοίκων Βουλγάρων Ψυχή Βουλγάρου ὅμως ἤδη δὲν ὑπάρχει , καθὼς εὑρίσκονται περὶ τὴν Θεσσαλονίκην καὶ ἀλλαχου , οὔτε ἄλλου ἔθνες , ούτε γλώσσης , ἐκτὸς τινῶν Λατινικῶν , μανίκια , κολίγας , και τινων ἄλλων . Ἐκ τούτων οὖν φαίνεται ὅτι ἦσαν καί ἐκεῖ Βούλγαροι ἐγκάτοικοι, πλήν ἐξελληνίσθησαν, ἀναγκαζόμενοι μά λιςα ὑπὸ τῆς ̓Εκκλησίας, καὶ τῶν ἐκεῖ ἐθίμων · ἐπειδὴ δὲν εἶχον ὄντε ̔Ιερᾶς ὄντε ἐκκλησιαςικὰ βιβλία εἰς τὴν γλῶσσαν αὐτῶν. По източното крайбрежие на Македония, където е била областта наречена Халкидики, някои паланки, и села, и планини и всякакви подобни, носят български имена: Исвурос, Станос, Нивосело и други. Оцелели са и някои думи и песни на гръцки език, съдържащи имената на българи. Намират се и имена на старите жители българи. Но няма жива душа българин, както се намират около Солун и на други места, нито от някой друг народ или език освен латински - μανίκια [ръкав], κολίγας [колега] и малко други. От всичко това изглежда, че е имало там жители българи, вече погърчени, принудени от Църквата и тамошните обичаи, тъй като те са нямали свещеници, нито църковни книги на своя език. | “ |

Българският език се запазва в района до края на XIX век. Според данни на хилендарски монаси до към средата на XIX век в Извор и съседното Ново село все още се говори български, а към 1900 година има отделни стари хора, които помнят българския език. Васил Диамандиев пътувал от Солун за Света гора през 50-те години на XIX век е слушал да се пеят по селата български жътварски песни, обаче без да разбира населението смисъла им.
Църквата „Свети Николай“ в Извор е от 1812 година. Александър Синве („Les Grecs de l’Empire Ottoman. Etude Statistique et Ethnographique“) в 1878 година пише, че в Исворос (Isvoros), Йерисовска епархия, живеят 720 гърци. В 1889 година Стефан Веркович (Топографическо-этнографическій очеркъ Македоніи) представя Извор като българско селище с три мраморни църкви и училище.
Към 1900 година според статистиката на Васил Кънчов („Македония. Етнография и статистика“) в Извор живеят 500 жители гърци християни.
По данни на секретаря на Българската екзархия Димитър Мишев („La Macédoine et sa Population Chrétienne“) в 1905 година в Извор има 530 гърци.

### В Гърция
В 1912 година, по време на Балканската война, в Извор влизат гръцки части и след Междусъюзническата война в 1913 година остава в Гърция. В 1924 година то е прекръстено на Стратоники.
| Име            | Име         | Ново име | Ново име | Описание                                                                                                |
| -------------- | ----------- | -------- | -------- | --- |
| Хаджи Кури     | Χατζή Κουρί | Дасаки   | Δασάκι   | възвишение на ЮЗ от Стратоники и на Ю от Стагира (Казанджи махала)                                      |
| Зепко          | Ζέπκο       | Кладеро  | Κλαδερό  | местност на СИ от Стратоники и на С от Стратони на морския бряг, в която е разкрита Зепкоската базилика |
| Пунда или Буда | Μπούντα     | Рахони   | Ραχώνι   | нос на СИ от Стратони                                                                                   |
| Кури           | Κουρί       | Дасаки   | Δασάκι   | местност на морския бряг на Ю от Стратони                                                               |

## Личности
Родени в Стратоники
- Атанасиос Стагиритис (около 1780 – около 1840), гръцки учен
- Димитриос Стагиритис (? - 1837), гръцки революционер и политик
- Николаос Стагиритис (1802 - 1891), гръцки революционер и политик

Починали в Стратоники
- Евлогий Курилас (1880 – 1961), православен епископ на Корча, деец на гръцката пропаганда в Македония